# Tutino
Tutino è un rione del comune di Tricase in provincia di Lecce. Fino al 1992 godeva dello status di frazione.

## Geografia fisica
L'abitato di Tutino, un tempo nucleo separato, forma oggi una conurbazione con l'abitato di Tricase e con il rione di Sant'Eufemia. Il rione è separato soltanto dalla linea ferroviaria Maglie-Gagliano del Capo. È situato a nord-ovest del centro di Tricase.

## Origini del nome
Il nome Tutino potrebbe derivare dall'espressione Toti in unum (tutti in uno) per via del confluire, in un unico centro intorno al XII secolo, degli abitanti di alcuni villaggi vicini all'attuale sito del paese. Un'altra ipotesi fa derivare il toponimo dall'osco touto che significa borgata.

## Storia
Il territorio di Tutino è stato frequentato sin dal periodo romano; frammenti di ceramica sono stati recuperati a ridosso di un tratto viario che secondo alcuni storici coincide con l'antica "via Sallentina". Al periodo medievale risale una necropoli, con sepolture scavate nel banco roccioso, individuata a ovest dell'abitato nei pressi della seicentesca chiesetta della Madonna della Pietà. Le prime fonti scritte risalgono al 1275, periodo in cui il feudo era diviso tra le proprietà di Guillelmus de Pisanello e Berardus de Tudino. Nel 1398 passa sotto il controllo di Raimondo del Balzo, signore di Amendolea, Molfetta e Pozzomagno, per volontà del re Ladislao di Durazzo. Nel 1573, dopo alterne vicende, il feudo venne donato da Andrea Gonzaga di Alessano a Luigi Gaza di  Trane al quale si deve l'ampliamento del castello. Nel 1653 fu acquistato dal principe di Tricase Stefano Gallone, i cui eredi conservarono il titolo di baroni di Tutino sino all'eversione della feudalità (1806).

### Simboli
Lo stemma civico, situato sotto l'altare maggiore della chiesa parrocchiale, raffigura una mano che stringe un grappolo d'uva.

## Monumenti e luoghi d'interesse

### Architetture religiose

#### Chiesa della Madonna delle Grazie

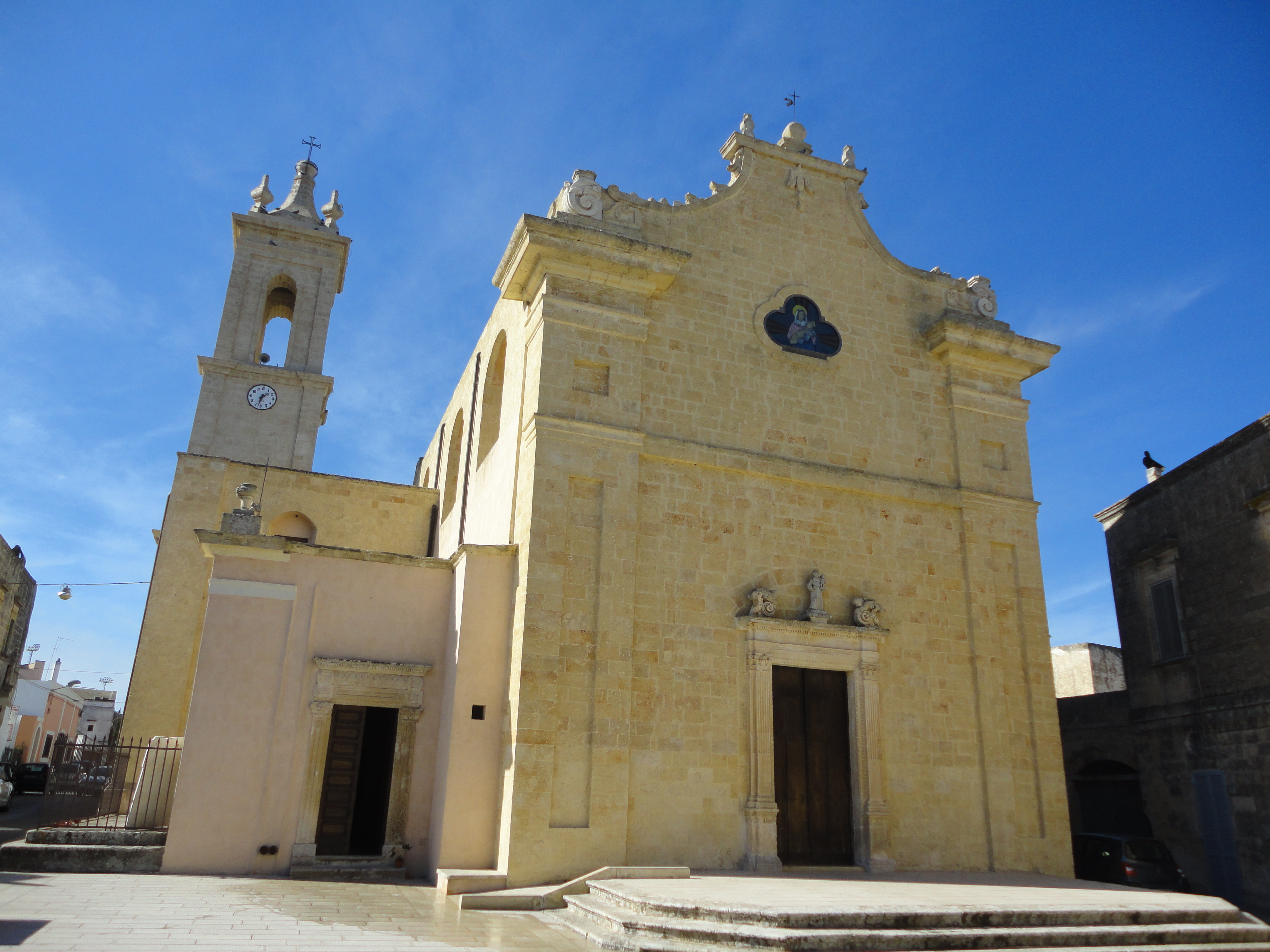
Chiesa madre

La chiesa parrocchiale della Madonna delle Grazie risale alla seconda metà del XVI secolo. Il primo impianto della chiesa coincide in parte con i due ambienti lunettati a cui si accede da un portale secondario recante la data 1578. Successivamente venne ampliata sul finire del Seicento e ristrutturata tra il 1805 e il 1808. Possiede un campanile a pianta quadrata del 1833, che sostituisce l'originario a vela. La facciata, in carparo, è inquadrata fra due pilastri che sostengono un cornicione spezzato, sul quale poggiano le volute e il coronamento mistilineo. L'architrave della porta principale, che sorregge una statua lapidea di Sant'Antonio da Padova, reca un'iscrizione in latino e la data 1685. Sul lato sinistro della chiesa è addossato il Calvario risalente al 1862.
L'interno, a croce latina con copertura a spigolo, conserva l'originario coro ligneo situato dietro l'altare maggiore. Nei bracci del transetto hanno sede gli altari di Sant'Antonio da Padova e della Madonna delle Grazie, mentre lungo la navata principale sono distribuiti gli altari dedicati al Cuore di Gesù, alla Madre del Buon Consiglio, a San Marco e a San Giuseppe.

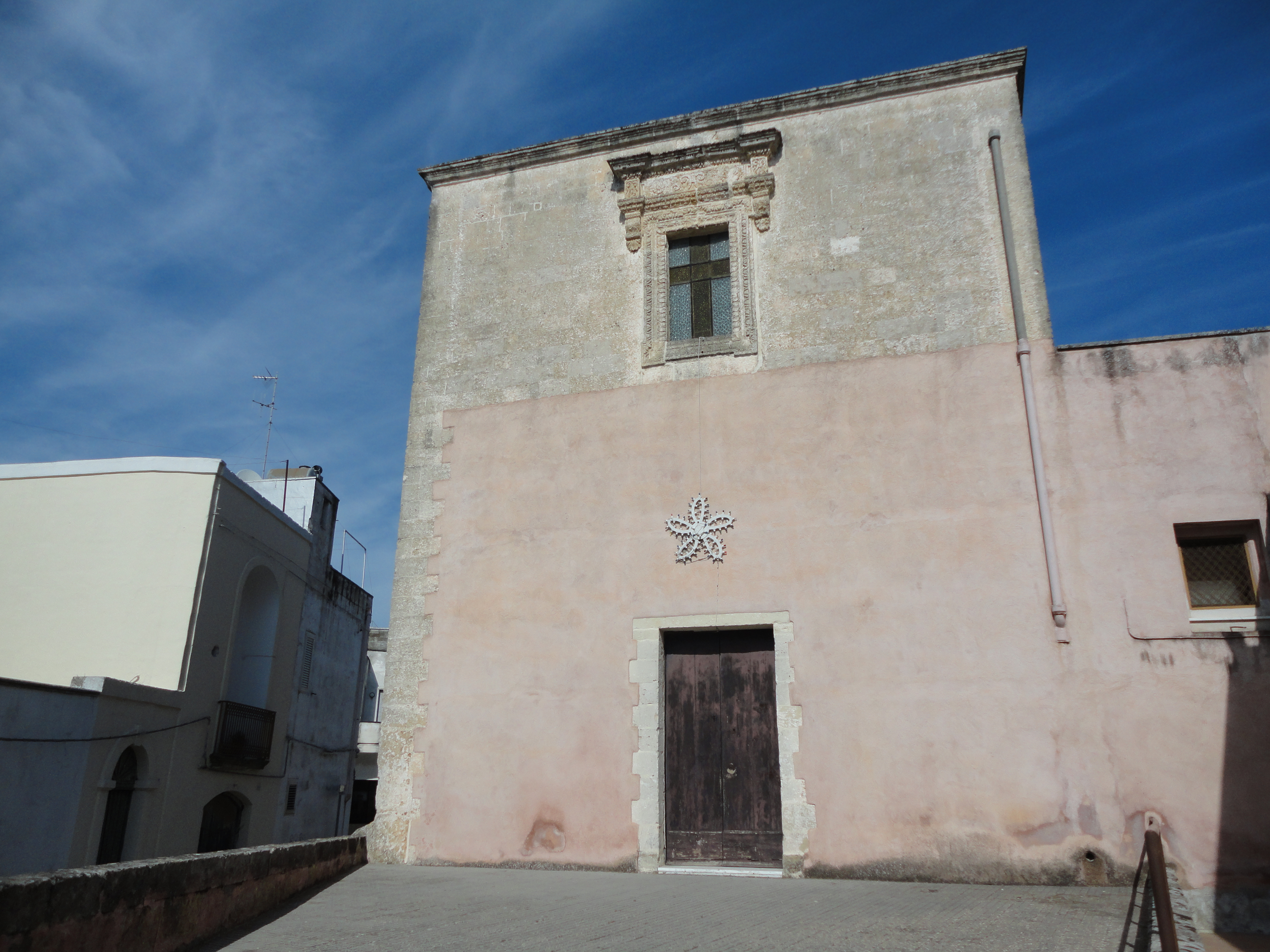
Cappella di San Gaetano

#### Cappella di San Gaetano di Thiene
La cappella, priva di una datazione certa, è documentata già nel 1584 con il titolo di San Nicola. Nel 1649 divenne sede della Confraternita dell'Immacolata Concezione e di San Nicolò, tuttora esistente. L'interno è a navata unica con pavimento a mosaico realizzato nel 1888 dai fratelli Peluso di Tricase. Sulla parete destra è addossato l'altare di San Gaetano di Thiene, attuale titolare dell'edificio sacro, recante l'incisione dell'anno 1657. Sono presenti due statue di fattura napoletana raffiguranti l'Immacolata e San Gaetano. Nella sacrestia è conservato un affresco che rappresenta la predica della Passione di Cristo, opera della seconda metà del XVII secolo.

#### Cappella della Madonna della Pietà
La cappella extraurbana della Madonna della Pietà risale al XVII secolo. Presenta una sobria facciata, sul cui portale è riportata la dedicazione: "Virgini Pietatis Dicatum". L'interno, a navata unica, accoglie un modesto altare maggiore sormontato da un mosaico raffigurante la Pietà. Sulla volta è incisa l'iscrizione latina "CIVIUM CARITAS 1670 INCLINATA RESURGO MORIENS REVIVISCIT", in cui l'anno 1670 è riferibile alla ricostruzione della chiesetta. La piccola campana del campanile a vela riporta l'anno 1616.

#### Altre chiese
- Cappella di Sant'Anna, risale al XVII secolo e si compone di un unico ambiente interno. Sulla porta d'ingresso sono presenti le insegne gentilizie di una nobile famiglia locale.

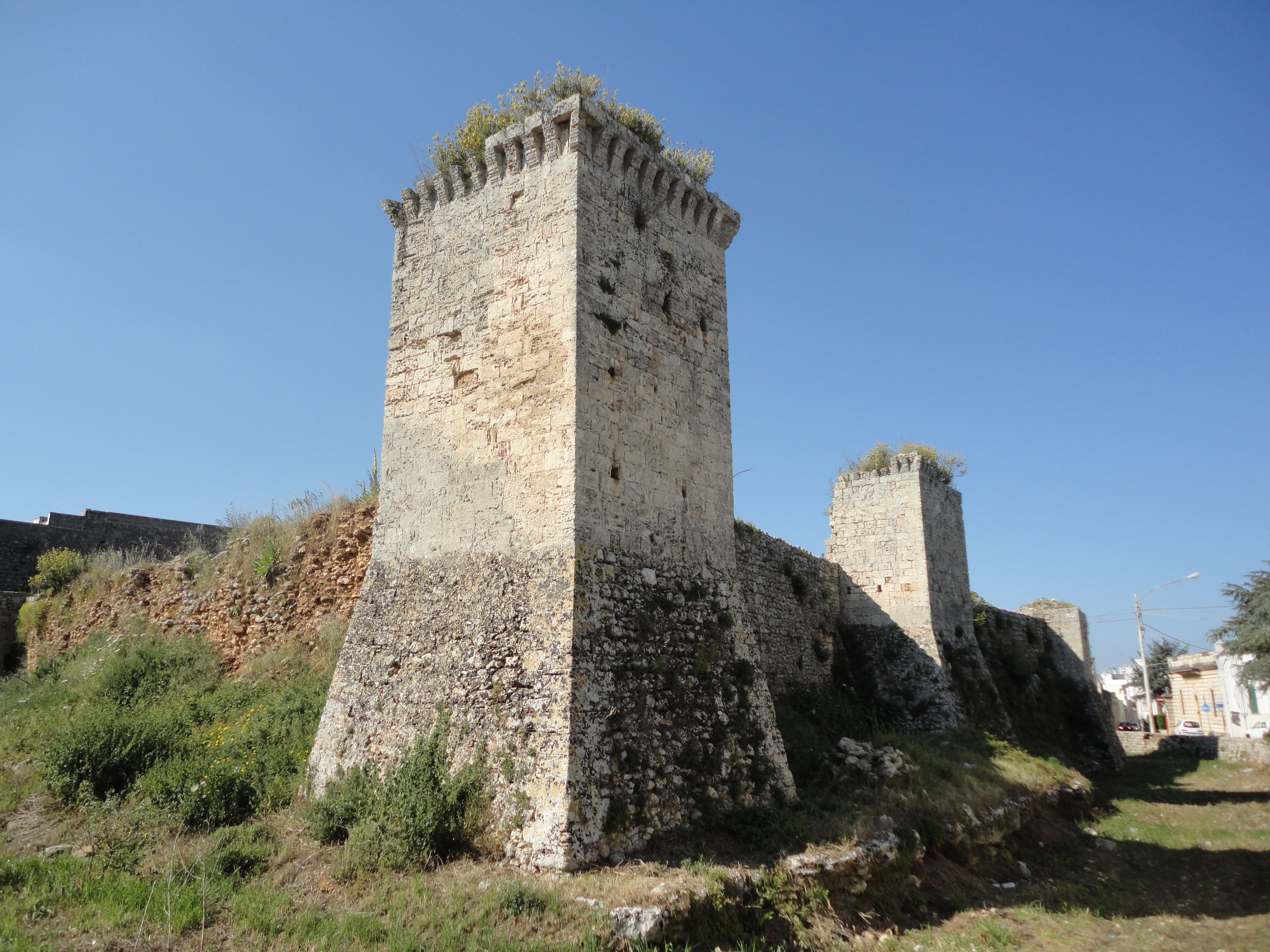
Castello dei Trani

### Architetture militari

#### Castello dei Trane
Il Castello dei Trane risale al XV secolo. Delle numerose torri poste lungo il circuito murario, ne rimangono solo cinque, alcune con base a scarpa, collegate sulla sommità da un cammino di ronda visibile ancora in alcuni tratti. Nel 1580 Luigi Trane, che aveva ricevuto il feudo di Tutino da Andrea Gonzaga di Alessano, ampliò la struttura e la trasformò in dimora signorile, come riporta l'iscrizione a grandi caratteri che segna il prospetto. Sul lato orientale il fossato lasciò il posto a un'elegante facciata rinascimentale articolata su due livelli con un severo portale sormontato dallo stemma nobiliare.

### Siti archeologici

#### Colonna di San Leonardo
È quel che resta di un antico menhir. La colonna (34 × 34 cm) è costituita da due tronconi sovrapposti ed è rastremata in sommità: la profonda frattura orizzontale che la divide in due parti è frutto di ripetuti abbattimenti avvenuti nel tempo. La sua altezza complessiva è di 123 cm. La faccia a S presenta una croce graffita. 

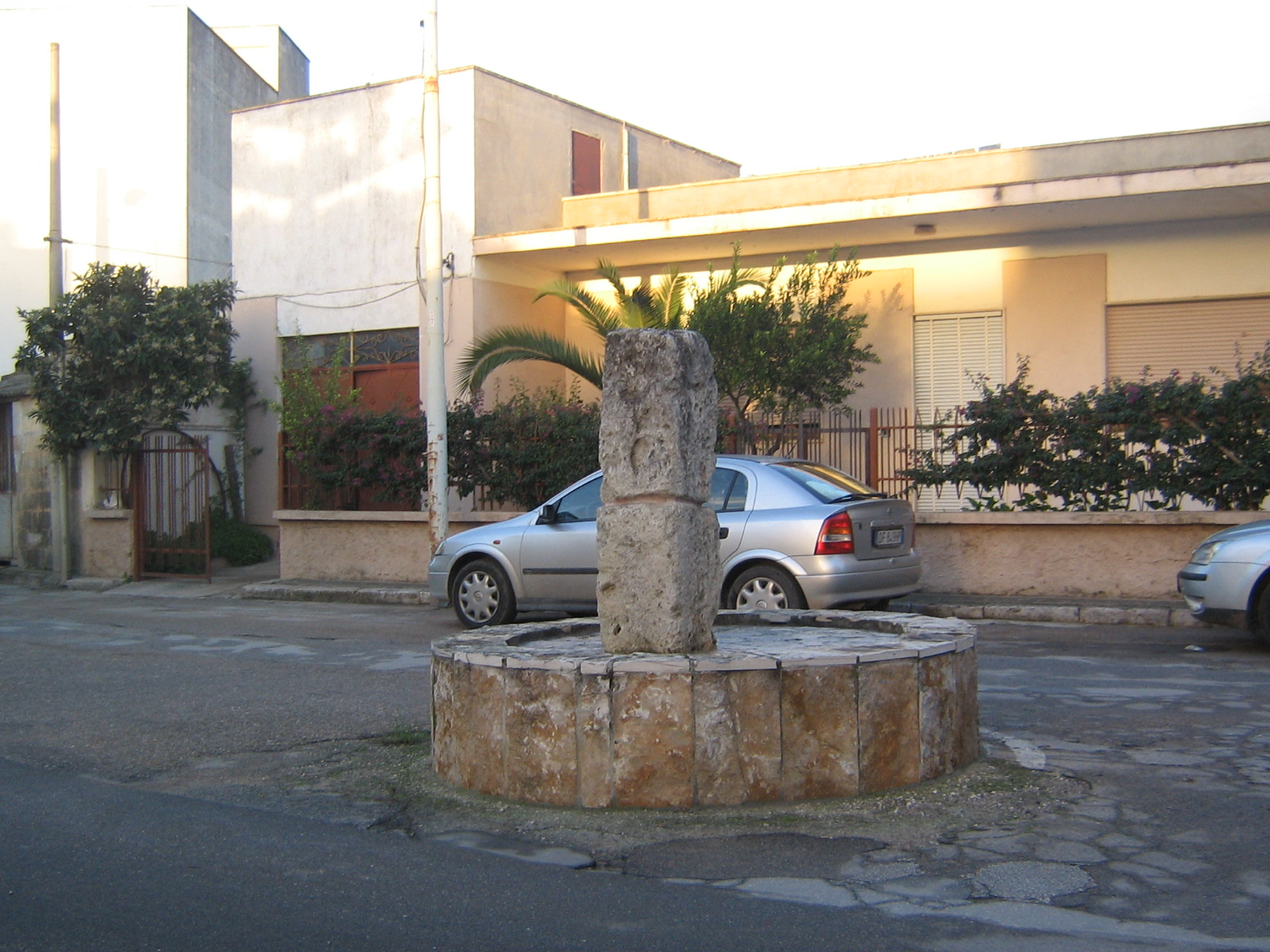
Menhir

Prende il nome da un'antica cappella dedicata a San Leonardo, situata nelle vicinanze e demolita verso la fine del XIX secolo.

#### Via delle Zicche
È un breve tratto di un'antica strada tracciata tra Vaste e Vereto, rimarcata successivamente in epoca romana dalla via Sallentina che collegava Otranto a Leuca, costituendo il naturale prolungamento della Via Traiana Calabra. Si tratta di una strada campestre, larga circa tre metri e delimitata da alti muretti a secco, che conserva tracce superstiti di acciottolato e tagli sul banco di roccia, appositamente regolarizzato per permettere un più agevole transito dei carri.

## Cultura

### Eventi
- Festa e Fiera della Madonna delle Grazie - domenica in Albis (domenica dopo Pasqua)
- Festa di Sant'Antonio da Padova (protettore) - 13 giugno
- Riti e sapori intorno al menhir, Sagra dei prodotti paesani di stagione, dal 2000 ogni anno il 5 agosto.
- Festa di san Gaetano da Thiene compatrono. Processione per le vie del borgo con l'antica statua lignea del santo trasportata su un carro il 7 Agosto.
- Festa della Madonna Immacolata  titolare dell'omonima Confraternita  fondata nel 1649 con processione per le vie bel vecchio borgo con la settecentesca statua lignea l'8 dicembre. Degustazione di pittule.